# Caradrina albersi
Caradrina albersi là một loài bướm đêm trong họ Noctuidae.